# Helianthus smithii
Helianthus smithii là một loài thực vật có hoa trong họ Cúc. Loài này được Heiser mô tả khoa học đầu tiên năm 1964.